# Объединённая партия гаитянских коммунистов
Объединённая партия гаитянских коммунистов (ОПГК; фр. Parti Unifié des Communistes Haïtiens, P.U.C.H.) — коммунистическая партия, действовавшая в Республике Гаити.

## Коммунистическое движение в Гаити
Коммунистическая партия Гаити создана в 1934 (основатель — писатель Жак Румен), с 1944 носила название Народно-социалистическая партия Гаити (НСПГ). НСПГ прекратила существование в 1948 в результате правительственных репрессий. В 1959 бывшими членами НСПГ создана Партия народного единения Гаити.
Народно-демократическая партия Гаити создана в 1954, с 1956 называлась Народная партия национального освобождения, с 1965 — Союз гаитянских демократов. Печатный орган — Liberasyon et Demokrasi.
Коммунисты были первыми на Гаити, кто в 1957 начал борьбу с диктатурой, и до конца 1960-х оставались практически единственной оппозиционной силой. Помимо вооружённой борьбы, коммунисты организовывали рабочие комитеты, создавали крестьянские союзы, организовывали движения широких масс против произвола властей.

## История ОПГК
ОПГК создана 18 января 1968 года в результате объединения Партии народного единения и Союза гаитянских демократов. В объединительной декларации указано, что ОПГК — марксистско-ленинская партия авангардного типа, осуществляющую революционные преобразования в стране путём вооружённой борьбы против реакционного режима. Целями партии были заявлены возврат народу национальных богатств страны, проведение коренной аграрной реформы, обеспечение независимого экономического развития страны, улучшение условий жизни гаитян, создание в Гаити национально-демократического народного государства.
ОПГК развернула работу среди сельского населения страны с целью организации борьбы крестьянства за аграрную реформу и улучшение своего экономического положения.
С момента создания действовала в подполье. 19 апреля 1969 года правительством Франсуа Дювалье принят закон, предусматривавший смертную казнь за принадлежность к Объединённой партии гаитянских коммунистов. В результате последовавших репрессий в мае-июне 1969 года был разгромлен ряд городских и областных партийных организаций, оказались в тюрьме или физически уничтожены сотни коммунистов (в том числе секретари ЦК Жеральд Бриссон и Раймон Жан Франсуа, члены партийного комитета Порт-о-Пренса Жак Жанно и Адриен Сансарик). ОПГК называли «партией расстрелянных». Ошибочность тактики ОПГК была прежде всего в ставке на авангард, к которому в ходе восстания должны были подтянуться народные массы; в действительности без широкой массовой поддержки авангард партии, несмотря на хорошую военную подготовку, был разгромлен, причём многие отряды партизан были уничтожены ещё до выступления.
Несмотря на репрессии, члены ОПГК восстановили нелегальные партийные органы и массовые организации. В июне 1971 руководство партии выдвинуло Программу единства действий всех прогрессивных сил, борющихся против диктаторского режима в Гаити. В программе содержался призыв к объединению всех антифеодальных и антиимпериалистических сил под руководством рабочего класса при сохранении полной политической, идеологической и организационной самостоятельности входящих во Фронт сил. В этот период руководство партии вело борьбу как против ультралевых течений в ОПГК, так и против ликвидаторов, отрицавших необходимость существования марксистско-ленинской партии в Гаити.
1-й съезд ОПГК, проведённый в сентябре 1978 нелегально, принял Программу-манифест и Устав партии, а также документ «Борьба за труд, хлеб и свободу». Был избран ЦК и другие руководящие органы. В целях осуществления национально-демократической революции в стране ОПГК считала необходимым создание Единого народного фронта. Была поставлена задача накопления сил для завоевания народных масс, их мобилизации для борьбы за насущные требования.
В 1980-х руководство партии было вынуждено эмигрировать во Францию и СССР.
В 1987, после свержения диктатуры Жан-Клода Дювалье, Рене Теодор и ряд видных коммунистов возвратились из эмиграции. В условиях прихода к власти Национального правительственного совета во главе с генералом А. Намфи ОПГК пересмотрела свою тактику, поддержала процесс демократизации и активно включилась в президентскую избирательную кампанию, выдвинув кандидатом в президенты своего генсека Р. Теодора. ОПГК пыталась использовать выборы для мобилизации народных масс на борьбу за демократические преобразования. Ноябрьские выборы оказались сорваны (по мнению Р. Теодора, из-за того, что реальную возможность победить имели только он и представитель Национального фронта согласия Жерар Гург, что не устраивало реакционные силы). ОПГК присоединилась к бойкоту выборов 17 января 1988, считая, что они будут сфальсифицированы (в итоге на участки пришло лишь 5 % избирателей).
В 1989 на фоне перестройки в СССР и ослабления международного коммунистического движения ОПГК вошла в Движение за национальное восстановление (MNR) и растворилась в нём.

## Последователи
В 2000 коммунисты и марксисты Гаити маоистского толка образовали Новую партию гаитянских коммунистов..
Гаитянская коммунистическая партия (ГКП) создана в 2004.

## Руководители ОПКГ
- Жозеф Роне (1973—1976)
- Жак Дорсильен (1976—1986)
- Рене Теодор (1986—1991)